# Тумак (Астраханська область)
Тумак (рос. Тумак) — село у Володарському районі Астраханської області Російської Федерації.
Населення становить 2485 осіб (2017). Входить до складу муніципального утворення Тумакська сільрада.

## Історія
Населений пункт розташований на території українського етнічного та культурного краю Жовтий Клин. Згідно із законом від 6 серпня 2004 року органом місцевого самоврядування є Тумакська сільрада.

## Населення
| 1970  | 1979  | 1989  | 2002  | 2010  | 2012  | 2013  |
| ----- | ----- | ----- | ----- | ----- | ----- | ----- |
| 3274  | ↘2920 | ↘2593 | ↘2541 | ↘2539 | ↘2531 | ↗2539 |
| 2014  | 2015  | 2016  | 2017  |       |       |       |
| ↘2528 | ↘2520 | ↘2488 | ↘2485 |       |       |       |